# Kasteel van Oupeye

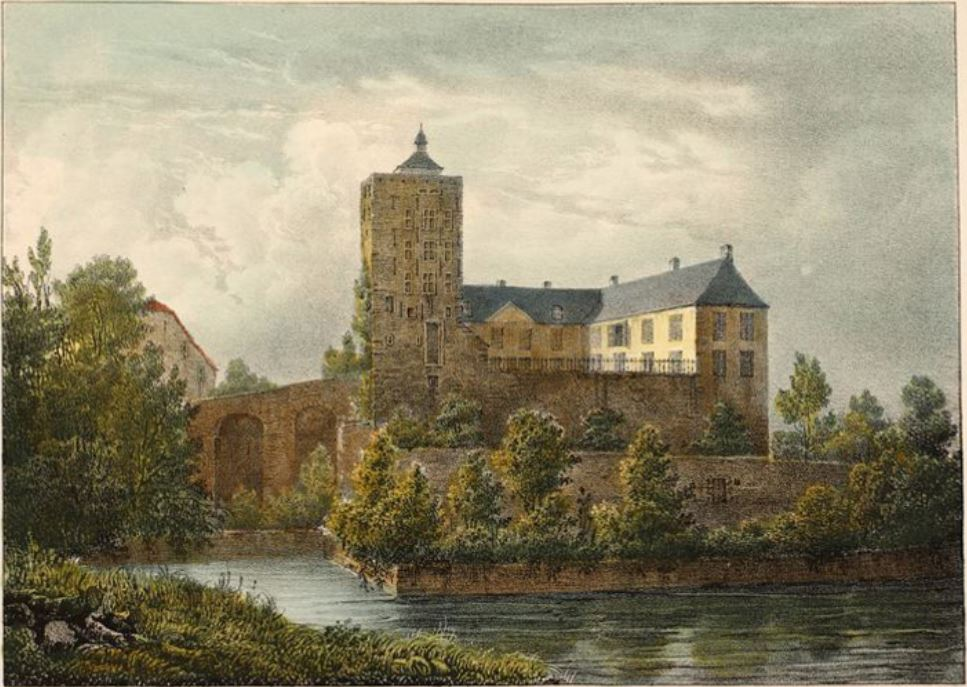
Het kasteel op een handgekleurde litho uit 1830

Het kasteel van Oupeye is een kasteel te Oupeye in de Belgische provincie Luik.
Het kasteel heeft een middeleeuwse oorsprong met een donjon, een versterkte woontoren, uit de 12de of 13de eeuw.

## Geschiedenis
De eerste schriftelijke vermelding van een versterkte woning en een feodale heer van Oupeye dateert van 1176, met een vermelding van een Gérard d'Oupeye. In de 13e eeuw was er sprake van een Lambert d'Oupeye, een Luikse ridder die bekend was vanwege zijn dapperheid.
In de 17de eeuw werd de familie Curtius, handelaars van Luikse wapens, eigenaar. Jan Curtius zorgde toen voor een verbouwing van het kasteel. In de 18de en 19de eeuw volgden er nog verbouwingen.
Het kasteel kwam, na bezit van de familie Curtius te zijn geweest, in handen van de familie de Grady de Horion, die het in 1970 aan de gemeente Oupeye verkocht. Tegenwoordig is het in gebruik als cultureel centrum.

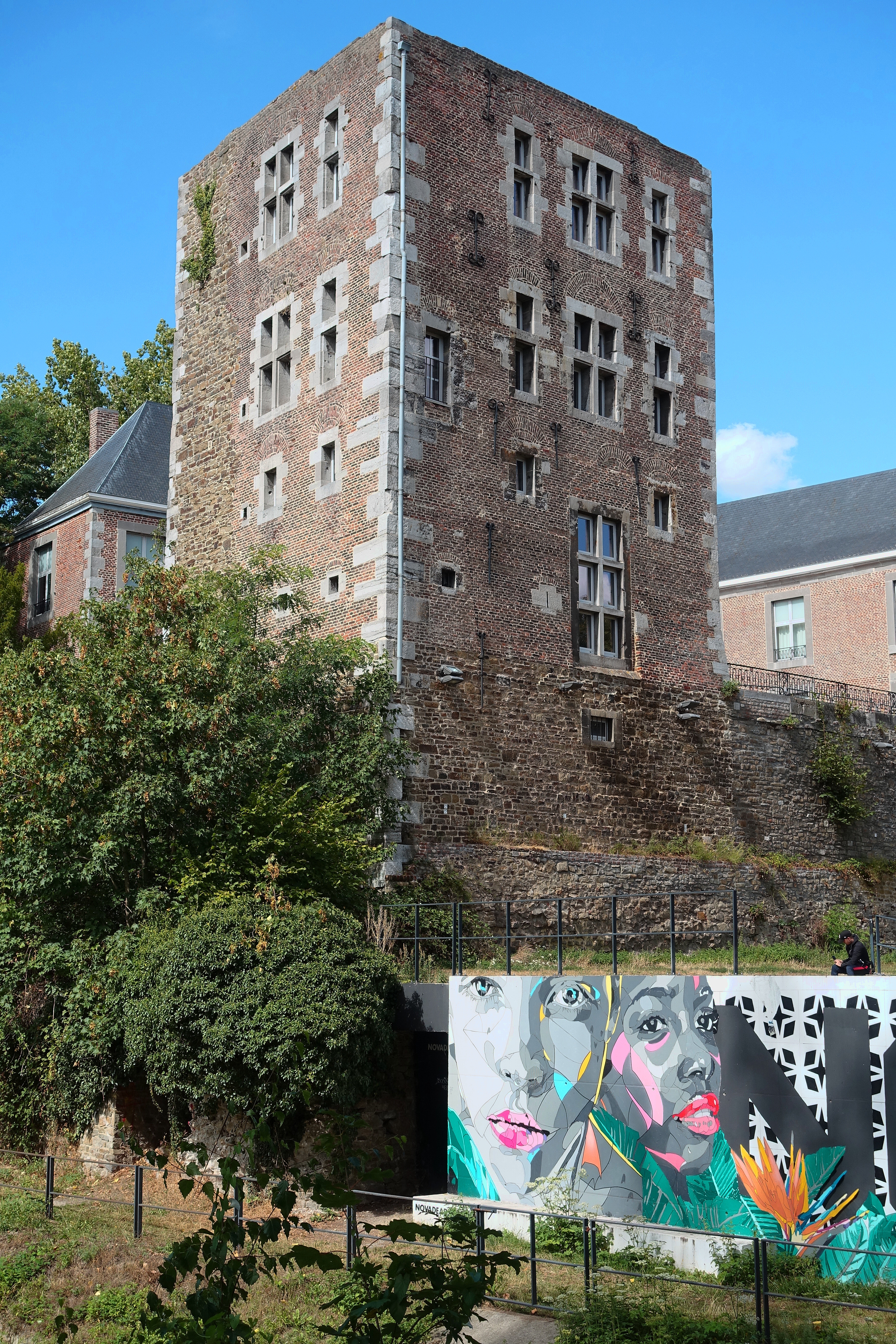
Middeleeuwse donjon

Het geheel is bereikbaar over een brug over de slotgracht en bestaat uit twee delen. Er is een middeleeuwse donjon die dateert uit de 12de of 13de eeuw. Het vierkante bouwwerk met muren van 1,7 m dikte is gebouwd met natuurstenen blokken, in de 17de eeuw met baksteen en kalksteen gerestaureerd. De donjon had vroeger 4 verdiepingen waarvan de bovenste verdiepingen na 1970 werden afgebroken toen de toren dreigde in te storten.
Aan de andere kant van de binnenkoer staat het kasteel bestaande uit twee haakse vleugels, in neo-klassieke stijl verbouwd in de 18de en 19de eeuw op een veel oudere basis.

## Legende
Volgens de legende zou Alpaïde, concubine van Pepijn van Herstal, op deze plaats hebben gewoond en zouden er zich onuitwisbare bloedvlekken bevinden op de vensterbank waar zij op leunde toen ze het nieuws vernam van de moord op de heilige Lambertus door haar broer Dodo.